# Stierkampfarena Alcúdia

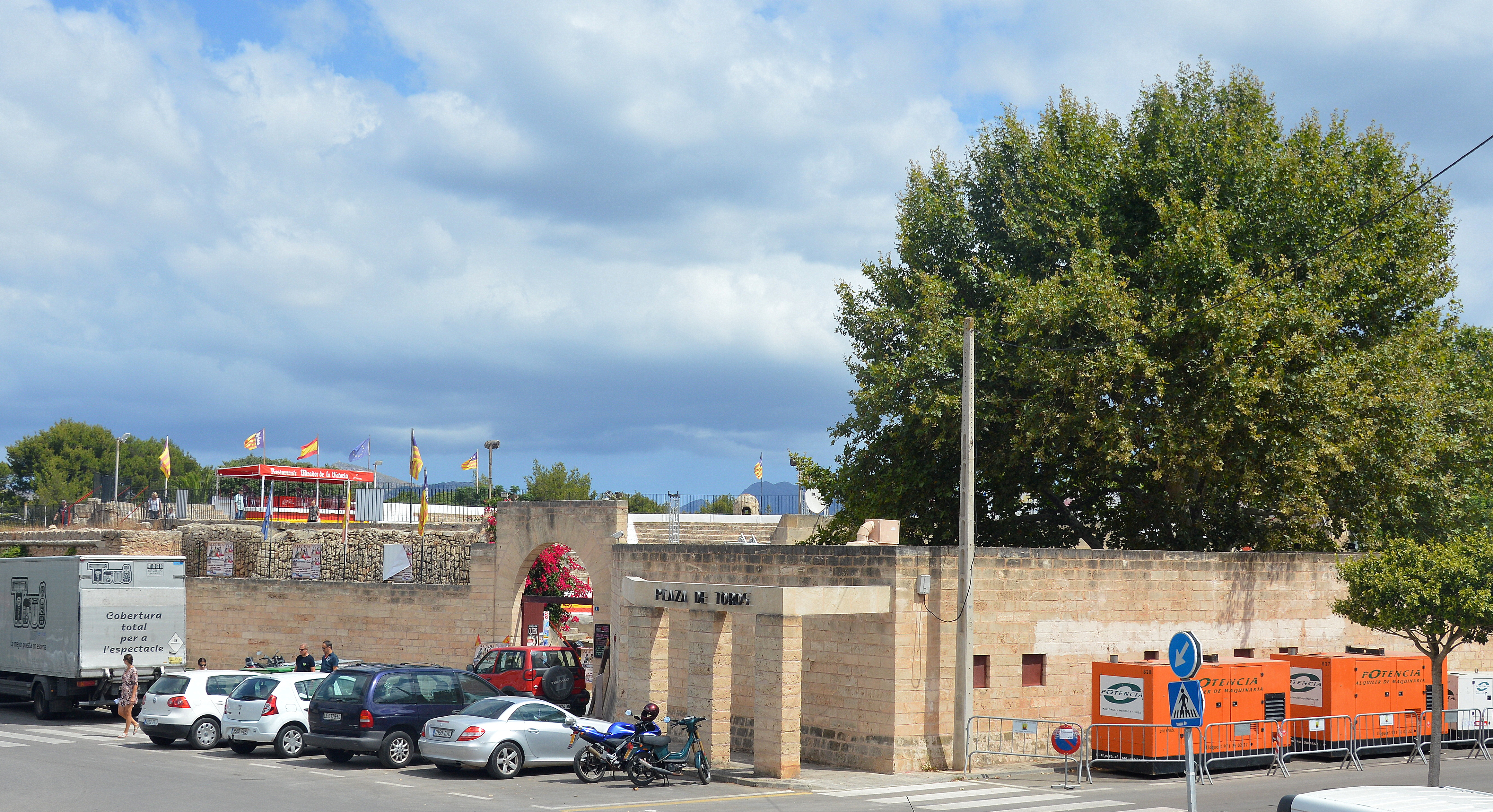
Stierkampfarena Alcúdia, Blick auf den Eingangsbereich von Südwesten

Die Stierkampfarena Alcúdia (katalanisch Plaça de Toros Alcudia) ist eine Stierkampfarena in der spanischen Stadt Alcúdia im nördlichen Teil der Mittelmeerinsel Mallorca.
Sie befindet sich nordöstlich der historischen Altstadt von Alcúdia an der Adresse Calle de la Plaça de Toros 1.
Die kreisrunde Stierkampfarena verfügt über etwa 3600 Plätze und ist damit die kleinste der fünf auf Mallorca befindlichen Stierkampfarenen. Betrieben wird die Arena von der Vereinigung Alcúdia Taurina, die die Anlage von der Stadt Alcúdia im Rahmen einer Konzession erhält. Durch den Rückgang des Stierkampfes bestand jedoch bereits in den 2000er Jahren der überwiegende Teil der Nutzung der Arena aus Veranstaltungen, die nichts mit dem Stierkampf zu tun haben. Hier finden Feste und Konzerte statt. Soweit der jeweilige Veranstalter keinen Eintritt erhebt, kann er die Arena kostenlos nutzen, wodurch insbesondere auch Nachbarschafts- und Kulturvereine zu den Nutzern gehören.
Bereits im Jahr 2010 fanden nur noch einmal im Jahr Stierkämpfe in der Arena statt, wobei man sich auf Kämpfe mit Jungstieren beschränkte. Demgegenüber wurden etwa 30 andere Veranstaltungen durchgeführt. Am 24. Juli 2016 fand ein weiterer Stierkampf, begleitet von Protesten von etwa 30 Tierschützern, statt. Ein generelles Verbot von Stierkämpfen auf Mallorca ist ab September 2016 geplant.
In der Arena befindet sich ein Café, das auch außerhalb von Veranstaltungen geöffnet ist.